# Scanner (informatique)
Pour les articles homonymes, voir scanner.

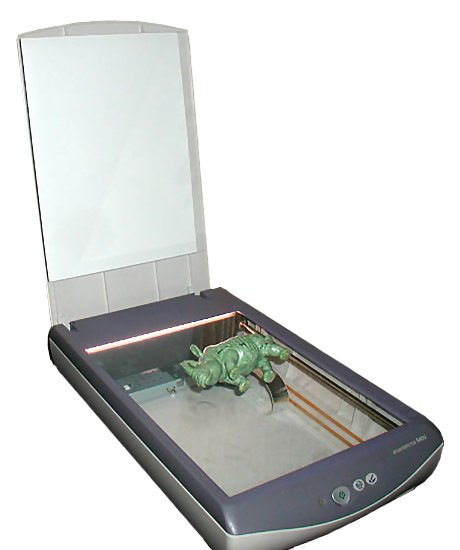
Un scanner à plat.

Un scanner, ou scanneur,, aussi appelé numériseur à balayage, est un périphérique informatique qui permet de numériser des documents ou autres, comme les empreintes digitales par exemple.
Un scanner analyse le document en mesurant sa réflectance élément de surface par élément de surface. Les éléments reçoivent, simultanément ou séquenciellement, un rayon lumineux ; un ou plusieurs capteurs transforment la lumière réfléchie en un signal électrique qui est numérisé, constituant ainsi une image matricielle transférée à l'ordinateur, pour y être ensuite sauvegardé, traité ou analysé. L'appareil prend souvent la forme d'une tablette sur laquelle le document doit être posé, mais il existe aussi des scanners sur tambour, des scanners à main et des stylos numériseurs.

## Historique

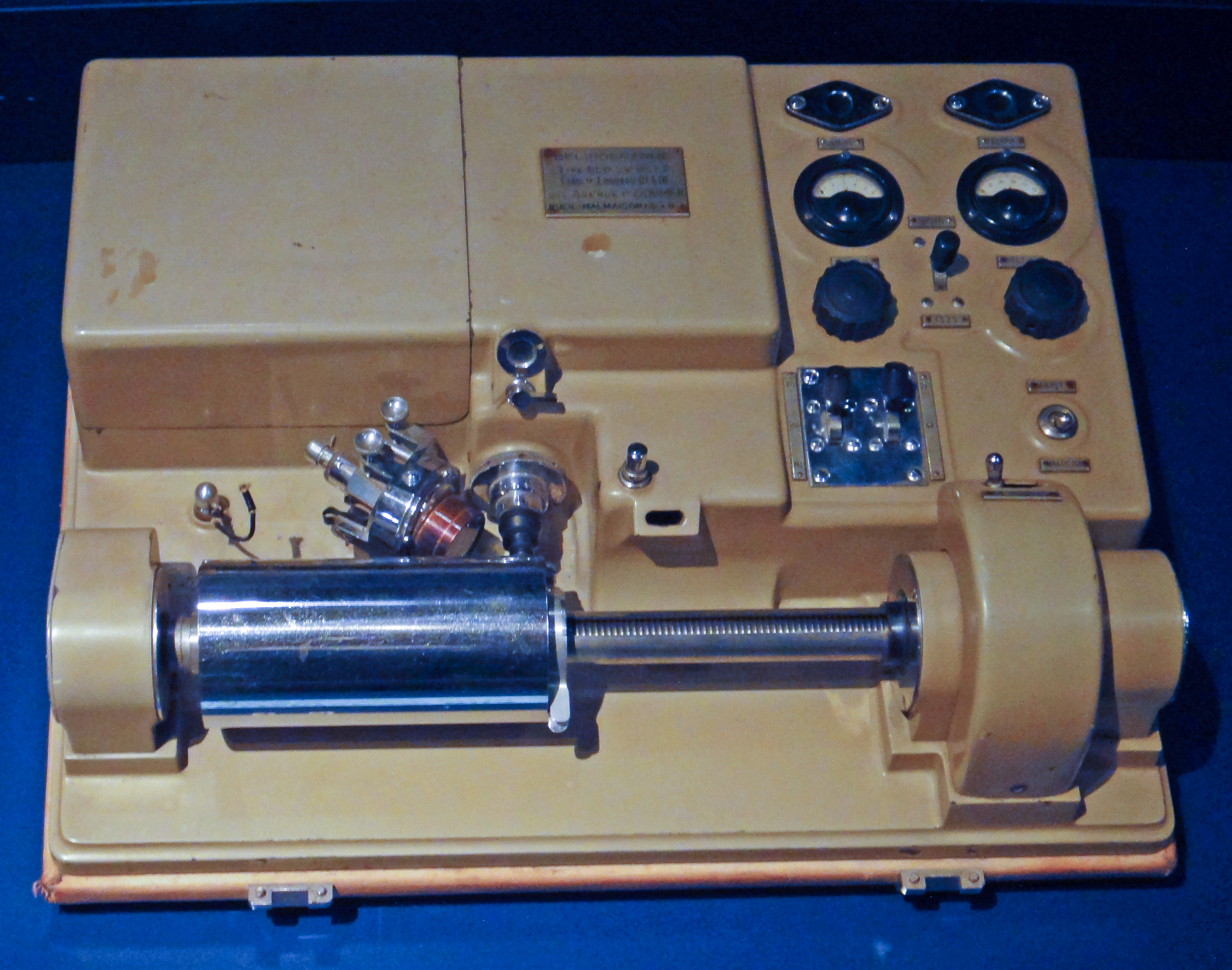
Un bélinographe de 1953

Le principe de la description ligne par ligne d'un document remonte au moins au pantélégraphe mis au point par Giovanni Caselli, un physicien italien, en 1856. Cet appareil permet la reproduction d'un dessin tracé avec un crayon à mine isolante sur un support conducteur en feuille d'étain. À la suite de la mise en service commerciale de ce dernier, de nombreuses inventions reprennent le principe pour la télécopie. En général, elles exigent un document d'origine spécial. Le signal électrique obtenu peut se transmettre par téléphone.
En 1904, l'Allemand Arthur Korn utilise pour la première fois une cellule photoélectrique pour l'analyse directe d'un document original. Vers 1920, le Français Édouard Belin perfectionne son bélinographe en adoptant ce principe d'analyse, et son appareil amélioré domine la transmission à distance des photographies de presse ou de leurs négatifs. On fixe le document à reproduire sur un cylindre tournant. Une lampe éclairant vivement une petite surface et une lentille dirigées vers un point du document se déplacent lentement sur un chariot mû par une vis solidaire du cylindre qui les fait avancer d'une fraction de millimètre par tour. À l'autre bout, le signal module une lumière qui impressionne un film photographique.

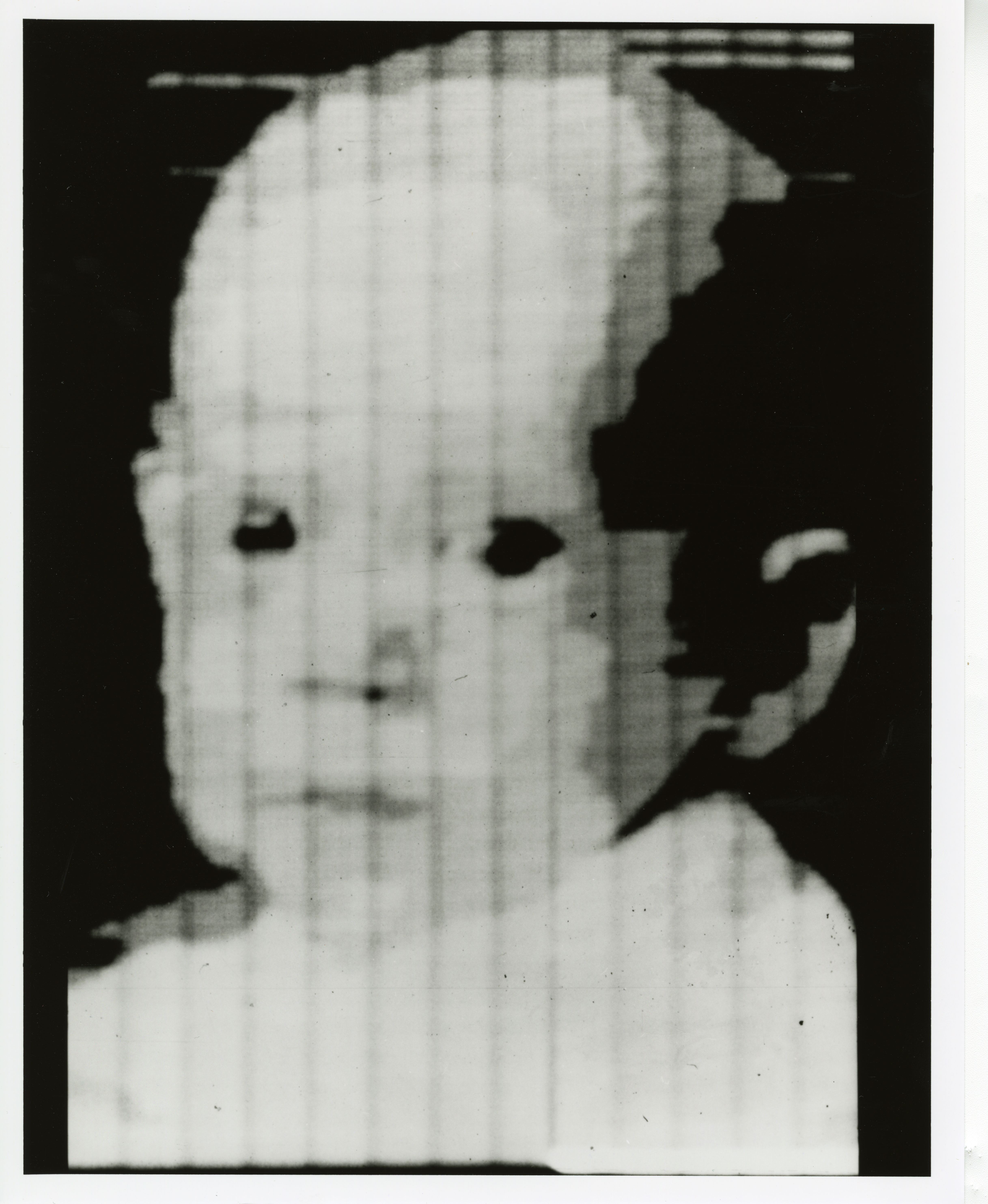
Le premier scan numérique (1957)

On n'enregistre pas le signal qui décrit le document. L'analyse ligne par ligne constitue un échantillonnage dans la dimension perpendiculaire, et bien que les photographies de presse soient tramées, c'est-à-dire échantillonnées dans leurs deux dimensions, le signal reste analogique pour chaque ligne.
Les premiers scanners pour l'exploitation informatique de l'image fonctionnent selon le même principe, mais échantillonnent dans les deux dimensions, quantifient et codent numériquement. Le premier scanner développé pour fonctionner en tandem avec un ordinateur est un scanner à tambour mis au point aux États-Unis en 1957 au National Institute of Standards and Technology par une équipe de chercheurs menée par Russell A. Kirsch. La première image numérique, scannée sur cette machine, est un portrait en noir et blanc de 5 × 5 cm du fils de ce dernier, d'une résolution de 176 pixels de côté.
Le premier télécopieur (fax) numérique apparait en 1969.
Le scanner à plat, sur lequel on peut poser des livres et des cahiers sans séparer les feuilles, apparaît dans les années 1970. Les scanners professionnels resteront rotatifs pendant une dizaine d'années. Il est en effet plus facile alors de fabriquer une mécanique de précision, n'utilisant qu'une cellule dont les caractéristiques restent stables pendant la durée de l'analyse du document, que des ensembles de capteurs photo-électriques de caractéristiques identiques.
La généralisation de la numérisation des archives papier et du contenu des bibliothèques pour le stockage et la diffusion des documents a entraîné la conception de scanners permettant la reproduction automatique des livres sans les écraser sur une vitre, grâce à un système optique permettant de garder la ligne de capteurs à distance.

## Caractéristiques techniques
- La résolution spatiale : c'est la précision de la capture de l'image, mesurée en points par pouce (ppp ou dpi pour « dot per inch » en anglais) ; il faut distinguer la résolution optique (ou réelle) et la résolution interpolée, la résolution optique est la précision réelle de l'appareil alors que la résolution interpolée est une résolution plus fine obtenue par calcul de points intermédiaires entre les points réellement mesurés.
- La profondeur d'analyse : c'est le nombre de couleurs ou de niveaux de gris que l'appareil produit. Elle dépend principalement des capteurs.
- Le format de document original : c'est la grandeur maximale des documents que le numériseur peut accepter.
- L’interface : Wi-Fi, FireWire (IEEE 1394), USB, SCSI, Ethernet, port série et port parallèle (ces deux derniers étant devenus trop lents tendent à disparaitre).
- La vitesse de numérisation : le nombre de pages numérisées par minute ; la vitesse de numérisation dépend non seulement de la puissance du numériseur mais aussi du format des documents à numériser et de la résolution choisie pour le travail.

## Types de scanners

### Scanner à plat

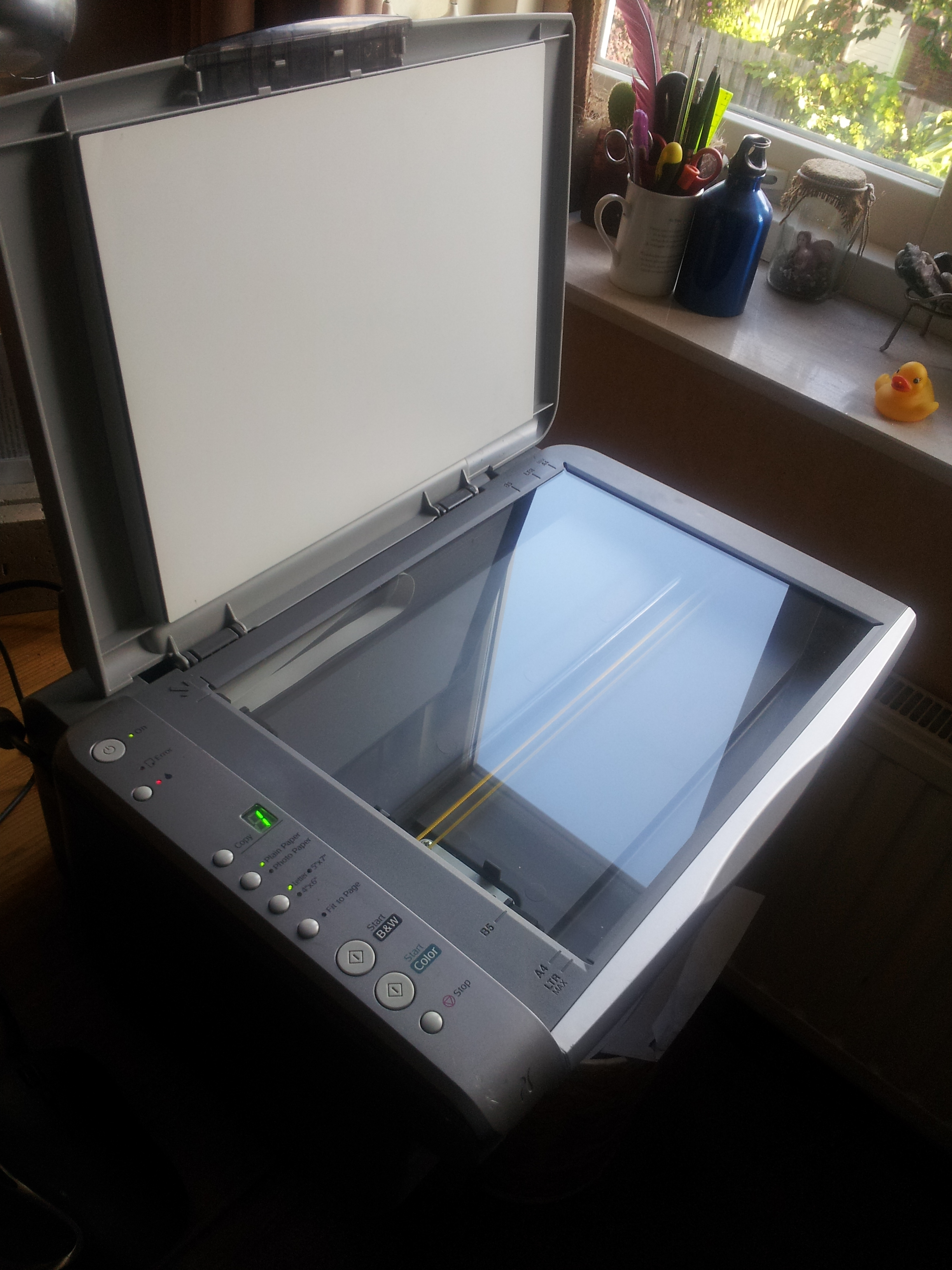
Un scanner à plat couplé à une imprimante.

Les scanners à plat sont les plus courants. Il en existe de deux types :
- Ceux dont les capteurs (en général, de type CCD) sont fixes et dont la partie mobile est un miroir. Ces scanners sont plus coûteux à fabriquer et embarquent un système optique d'une certaine complexité. La qualité de leurs numérisations peut être excellente.
- Ceux dont les capteurs (de type CIS) sont mobiles, et appliqués directement contre la vitre. Bien qu'ils aient énormément progressé, leur image est toujours un peu floue car ils ne peuvent empêcher une diffusion de la lumière contre la vitre. C'est la technique utilisée pour les scanners ultra-plats.

Ceux-ci sont de plus en plus souvent couplés à une imprimante, ce qui permet par exemple de faire des copies (couleur et noir et blanc) sans avoir besoin d'un ordinateur. Certains scanners à plat sont aussi équipés d'un module pour documents transparents (films argentiques négatifs ou positifs).

#### Fonctionnement

Fonctionnement typique d'un scanner à plat à CCD.

Le document est posé contre une vitre. Sous cette vitre, un miroir et une source de lumière effectuent ensemble un passage. La source lumineuse éclaire le document au travers de la vitre. La lumière réfléchie par le document est renvoyée par le miroir mobile à un système optique qui le transmet à une batterie de capteurs de type CCD (Charged Couple Device). L'ordinateur se charge ensuite de recomposer l'image obtenue. Puisque la lumière traverse deux fois la vitre, les images souffrent d'une légère diffusion de la lumière et d'une relative perte de luminosité. Il existe cependant d'excellents scanneurs à plat depuis la fin des années 1990.
En général, les numériseurs sont contrôlés par l'ordinateur via l'interface de programmation TWAIN ou WIA sous Windows ou SANE sous Linux.
Un problème fréquent rencontré est le moirage qui apparait notamment lors de la numérisation d'images ou d'éléments imprimés en similigravure au moyen d'une trame (héliogravure, offset, etc.). Si on scanne une image tramée avec une résolution proche de la linéature de trame, des interférences visibles apparaissent sur la reproduction, créant un effet de « moiré ». Cet effet ne se produit pas avec une trame stochastique générée par ordinateur, ni avec la lithographie demi-teintes, dont le grain est, lui aussi, aléatoire. Si un motif, comme des hachures, dans des documents au trait, c'est-à-dire sans nuances de gris, a une fréquence spatiale proche de celle de l'analyse par le scanner, le moirage apparaît aussi. On rencontre fréquemment ce problème pour la reproduction réduite de gravures. Lorsque le scanner est réglé avec une résolution largement supérieure à celle de l'impression de l'original, l'analyse ne donne lieu à aucun moirage ; mais le document informatique a une taille excessive. Pour le réduire à la résolution désirée, sans créer de moirage, on effectue un filtrage spatial de façon à éliminer les motifs qui créent le moirage. Le produit du scan contient non seulement des informations sur l'image, mais aussi des informations sur la trame, qui, en principe, n'intéressent pas. Le détramage va supprimer ces informations inutiles.

### Scanners à défilement
Avec les scanners « à défilement », le document est entraîné, comme pour un fax, c'est lui qui se déplace et non les capteurs ou un miroir. Ce procédé est principalement utilisé dans les bureaux. Ces scanners permettent aujourd'hui de numériser des documents de grammages variables de format allant de la carte de visite au format A3.
Certains d'entre eux, comme le Kodak i840, peuvent scanner jusqu'à plus de 160 pages par minute en recto/verso. D'autres types de scanners à défilement, plus spécifiques, sont prévus pour numériser des documents grands formats (scanners de plan supérieur à l'A0).

### Scanners à main
L'opérateur fait défiler l'outil contre le document à scanner.
Au début des années 1990, les scanneurs à main ont été les premiers scanneurs « grand public », du fait notamment de leur faible prix. Ils sont aujourd'hui beaucoup moins fréquemment utilisés, eu égard à l'habileté que réclame leur manipulation et aux erreurs dont leur mode opératoire est la source. Ils restent intéressants dans des domaines tels que l'analyse de l'écriture, notamment pour le chinois et le japonais.

### Scanners pellicule et film
Dans un scanner pellicule, la lumière traverse directement la photographie transparente (négatif ou diapositive), ce qui permet, avec un objectif de qualité, d'obtenir une qualité chromatique de haut niveau et une résolution très élevée. Certains scanners à plat, dits « scanners photo » sont aussi équipés d'un boîtier lumineux qui leur permet, outre leur fonction classique, de numériser en lumière réfléchie les documents opaques, la numérisation en lumière directe de documents transparents.
Pour remplacer le télécinéma dont les performances sont notablement restreintes, le « scanner film » permet de numériser automatiquement la totalité d'une pellicule film, image par image, tout en générant un fichier vidéo numérique conforme aux formats adaptés à la projection cinéma en salle, en édition vidéo ou pour la télévision, de la résolution standard, jusqu'à l'ultra haute définition.

### Scanners à tambour
Les scanners à tambour produisent un transfert d’image de haute qualité avec une résolution et une qualité colorimétrique sans égal. Ils ne sont pas adaptés à tous les types de documents, ceux-ci doivent pouvoir s'enrouler autour du cylindre et ne pas dépasser 1 mm d'épaisseur.
Ils coûtent généralement beaucoup plus cher que les autres types de scanners et sont généralement utilisés dans un environnement professionnel. En raison de leur coût d'acquisition élevé, ils sont de plus en plus remplacés par des scanners à plat de haute qualité. De nombreux scanners à tambour sont encore utilisés pour des reproductions haut de gamme, telles que l’archivage de photos dans les musées.
Pour numériser une image au moyen d’un scanner à tambour, il faut la fixer à un tambour rotatif ou la charger dans un cylindre de support. Le tambour tourne à une vitesse élevée devant des scanners optiques. Ceux-ci se déplacent lentement sur la surface du tambour, jusqu’à ce que toute l’image soit capturée. L’image capturée est ensuite reproduite par l’ordinateur sous forme d’un fichier d’image numérique.
La société allemande Linotype-Hell qui a été reprise par la Heidelberger Druckmaschinen AG a été l’un des derniers grands fabricants de scanners à tambour. Aujourd'hui[Depuis quand ?], ces appareils ne sont pris en charge que par le logiciel SilverFast de LaserSoft Imaging sous les systèmes d'exploitation actuels.

### Bancs de reproduction
Les progrès de la photographie numérique permettent la création de « bancs de reproduction » numériques. Il existe aussi des scanneurs dits « verticaux », qui peuvent être qualifiés de « bancs de reproduction ». Ils sont utiles pour les objets ayant un certain relief, pour les objets fragiles comme les livres dont on n'est pas obligé de détruire la reliure en les ouvrant à plat, etc.

### Scanneurs automatiques de livre
Des entreprises, telle que 4DigitalBooks commercialisent des numériseurs capables de traiter sans intervention humaine 1 500 pages à l'heure. Les pages sont déroulées grâce à un bras perforé d'une multitude de petits trous, qui saisit les pages par aspiration, sans nécessité de détruire la reliure.

### Autres scanners
Il existe d'autres types de scanners, comme ceux intégrés dans des systèmes de lecteurs de code-barres, ou ceux utilisés dans les systèmes techniques de communication améliorée et alternative.
En sécurité, l'usage de scanners d'empreintes digitales se développe.

## Galerie

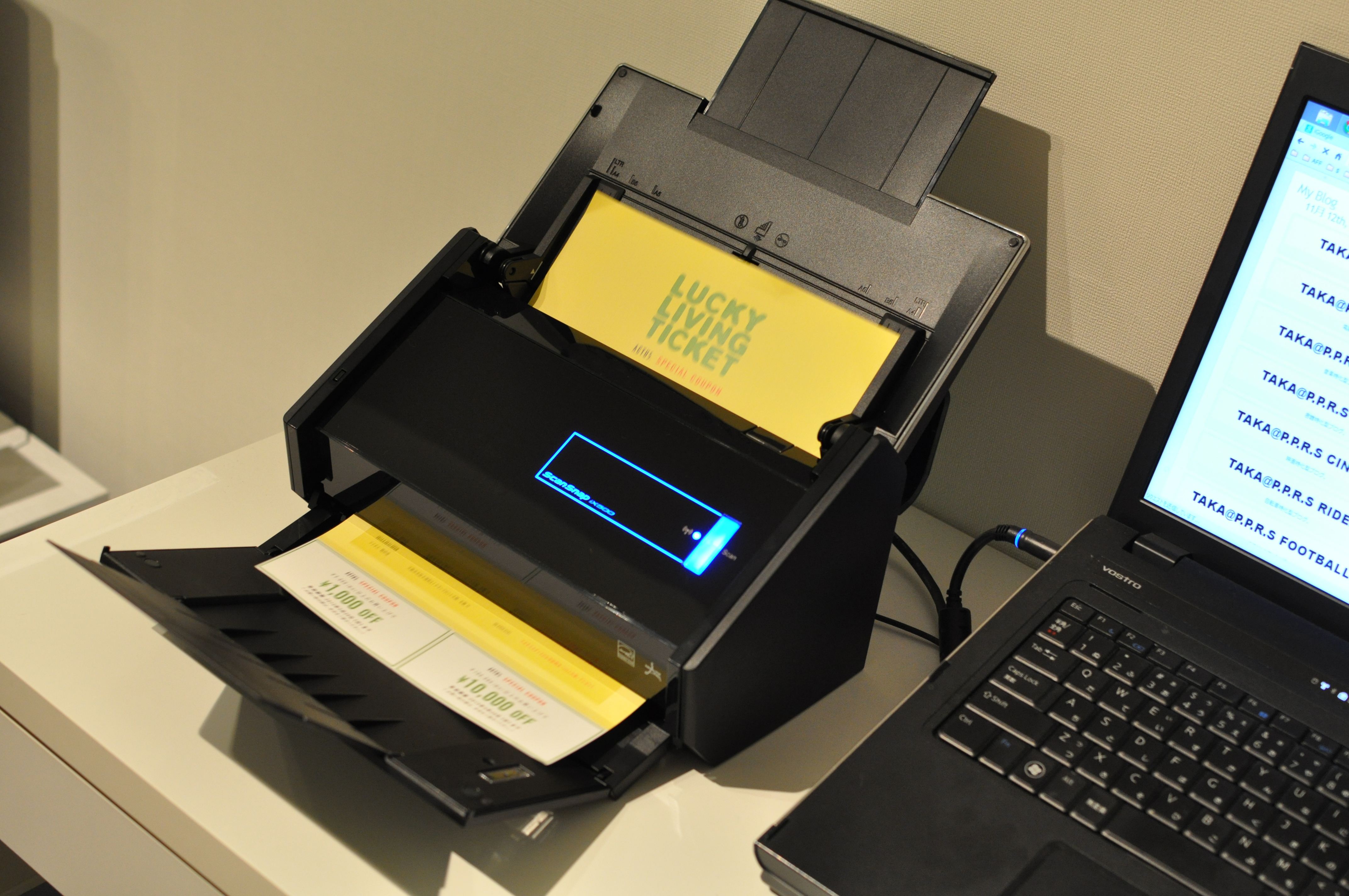
Scanner à défilement Fujitsu ScanSnap
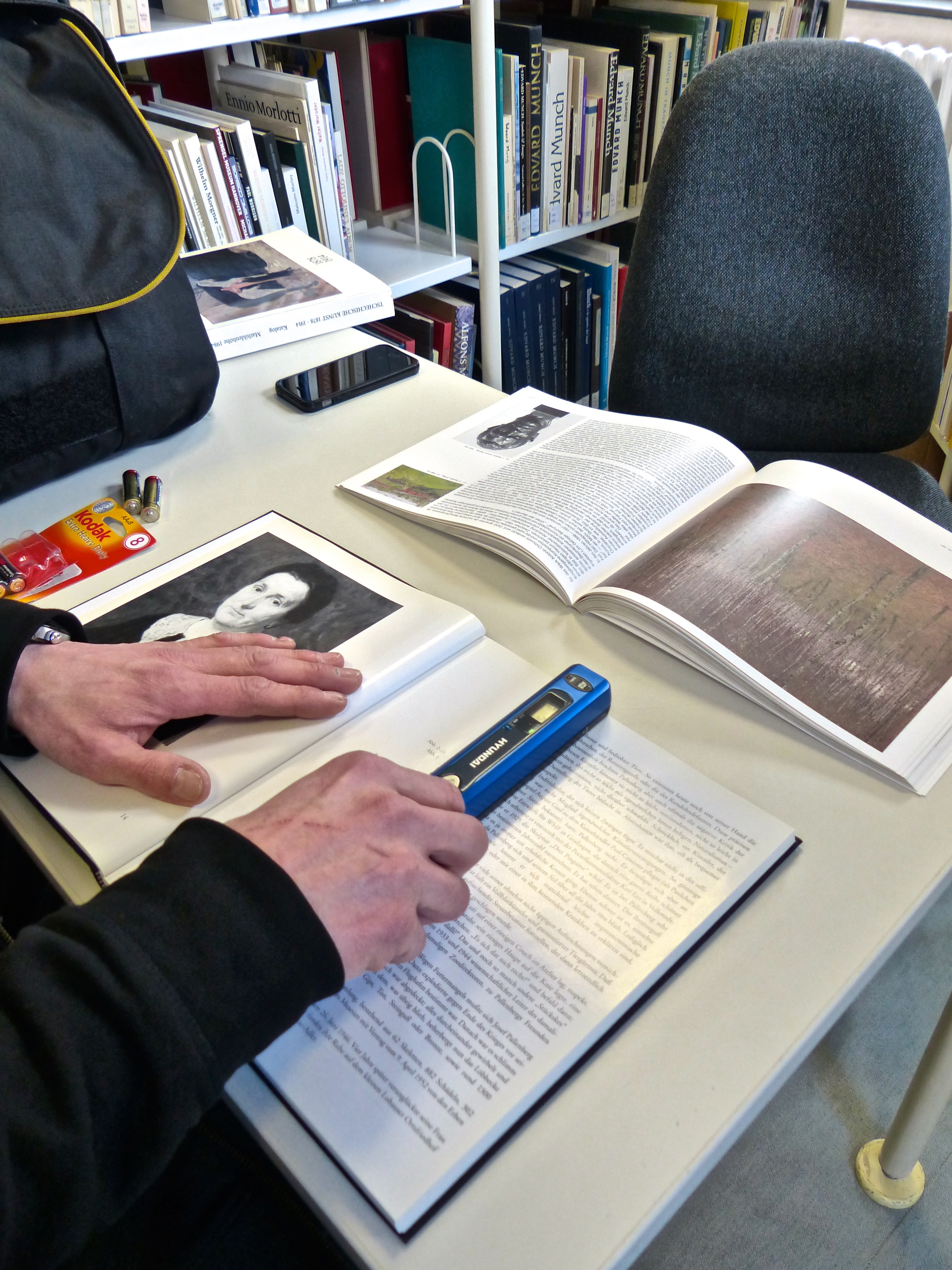
Un scanner à main
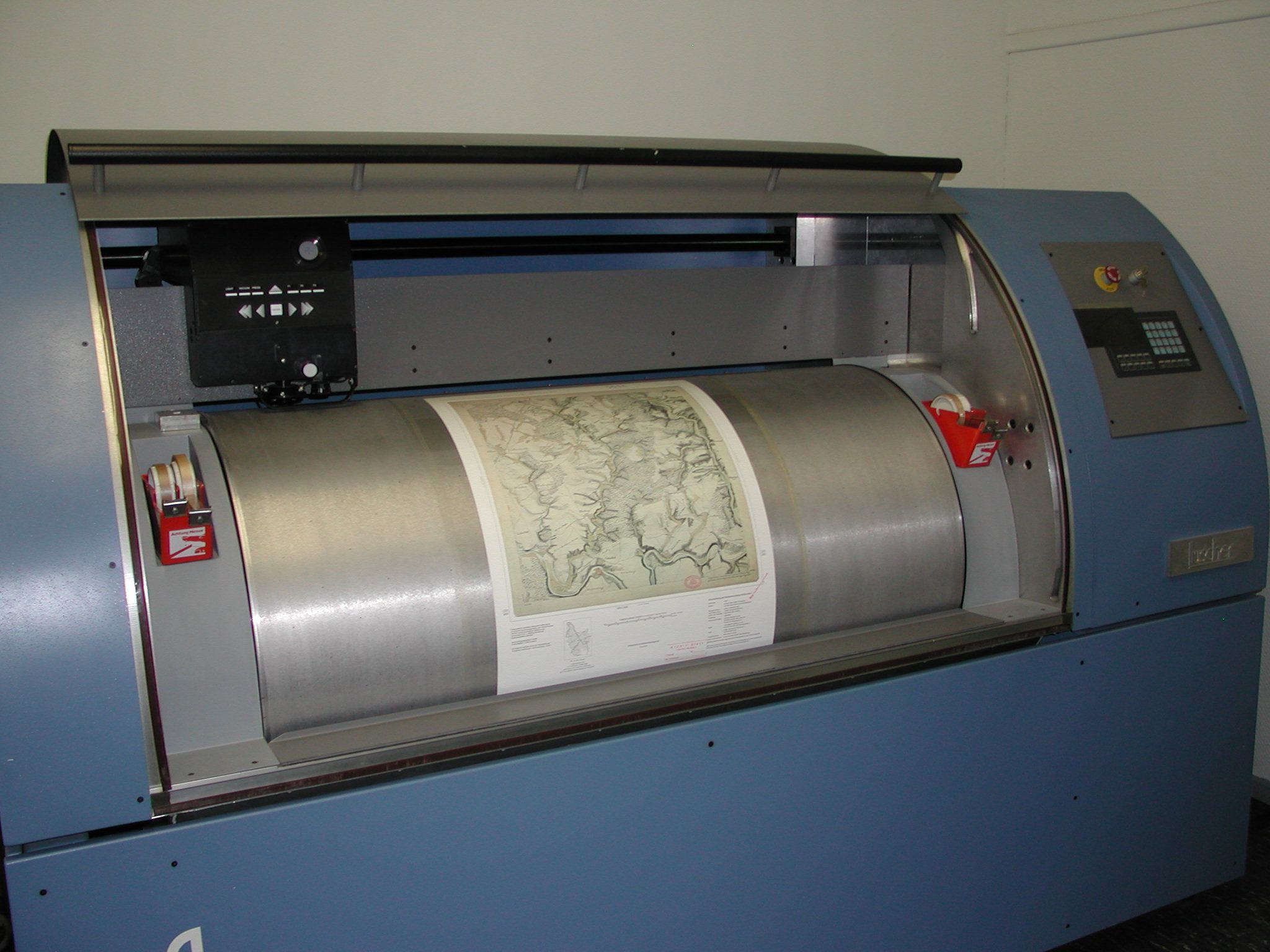
Un scanner à tambour
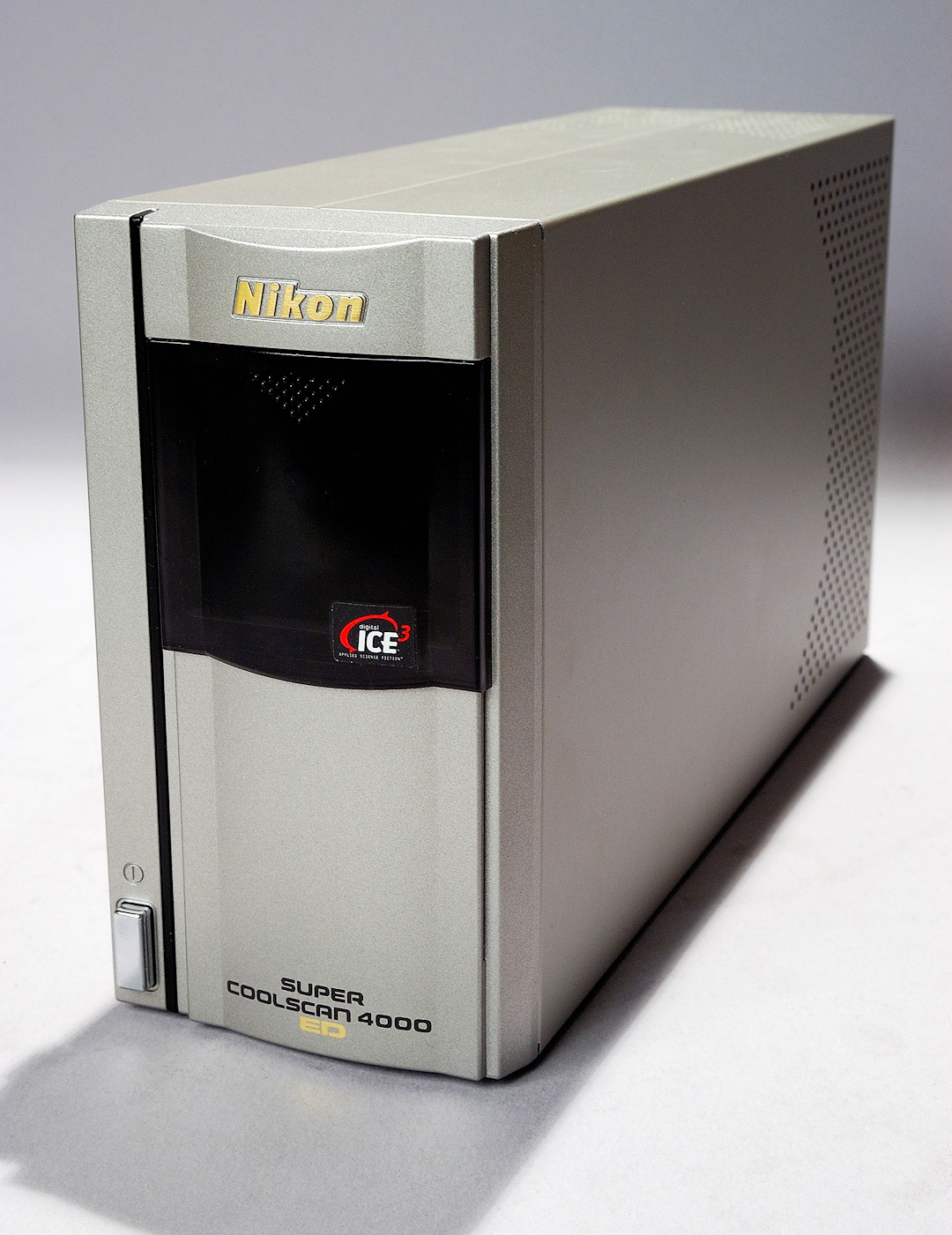
Scanner de films Nikon LS-4000ED
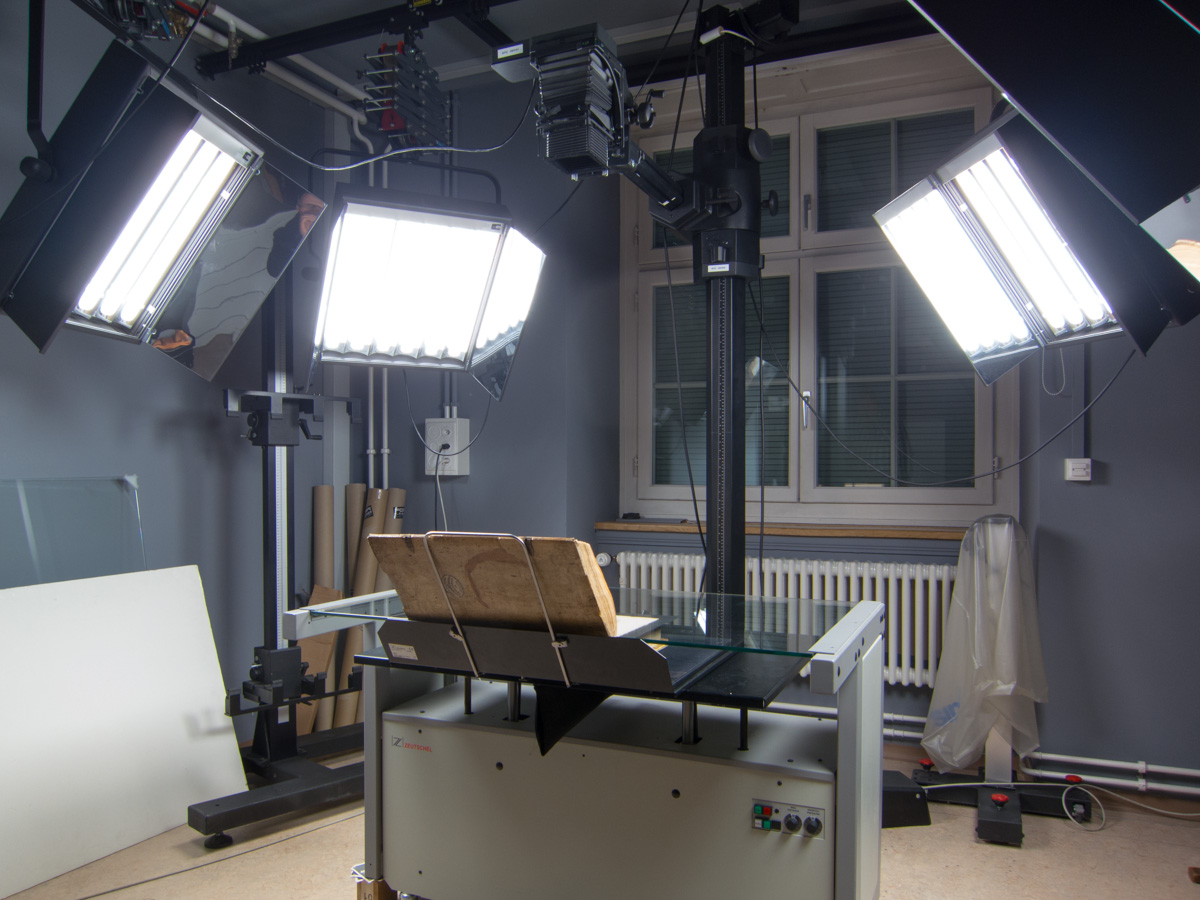
Banc de reproduction pour livres anciens
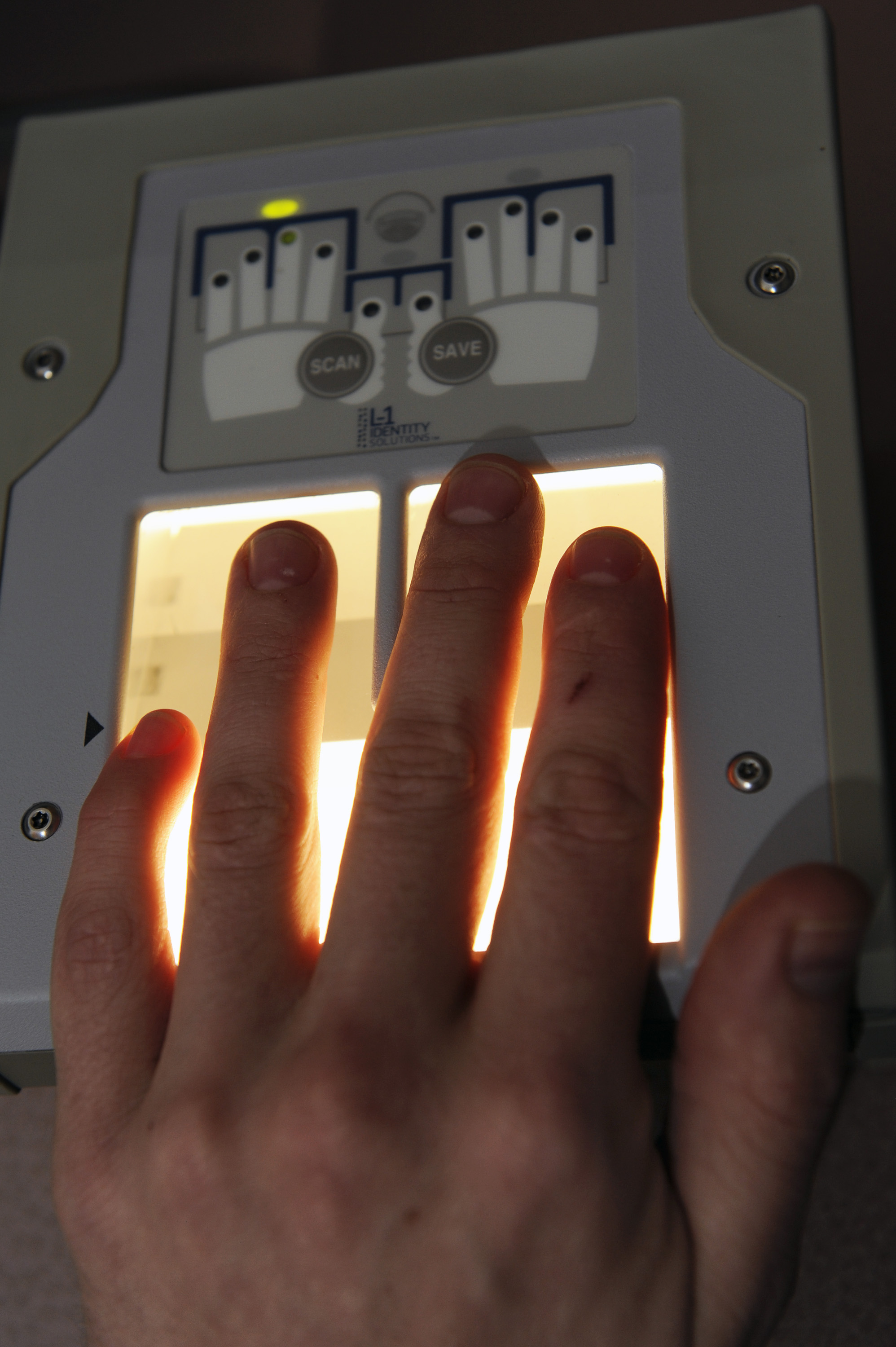
Un scanner d'empreintes digitales
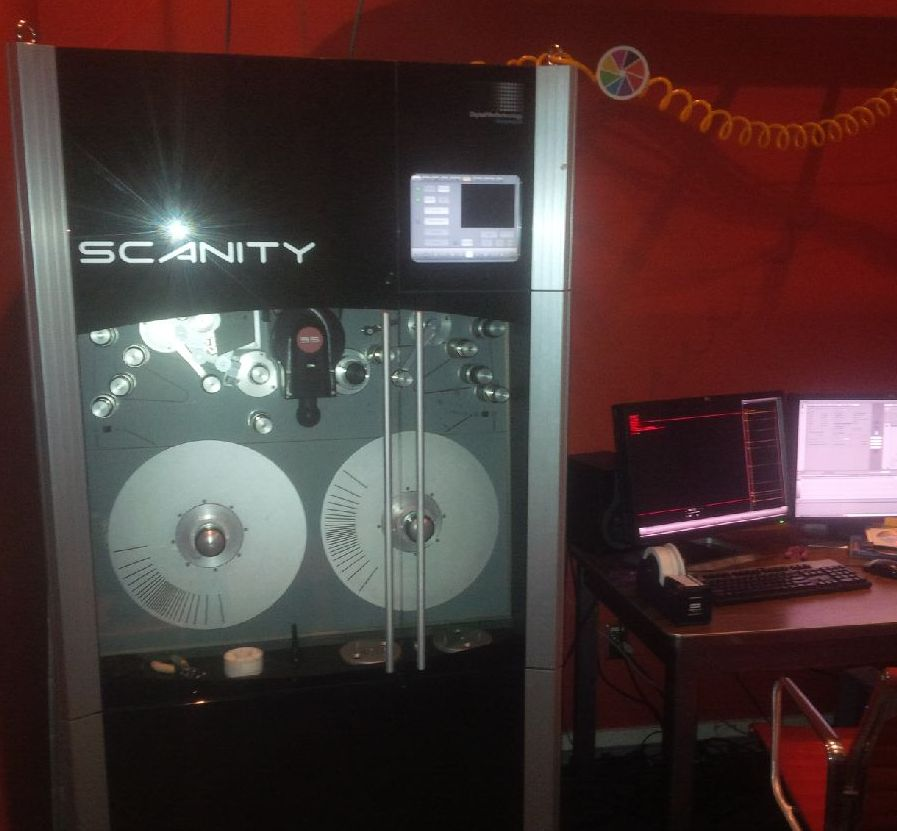
Scanner pellicule film professionnel 4k pour le cinéma